# Albatàrrec
Albatàrrec est une commune de la province de Lérida, en Catalogne, en Espagne, de la comarque de Segrià.

## Histoire
Le nom Albatàrrec vient de l'arabe Abu-al-Ṭāriq/أبو الطارق.

## Démographie
| 1900 | 1930 | 1950 | 1970 | 1981 | 1986 | 2008 | 2014 | 2022 |  |
| ---- | ---- | ---- | ---- | ---- | ---- | ---- | ---- | ---- |  |
| 564  | 840  | 807  | 1050 | 1066 | 1020 | 1749 | 2120 | 2217 |  |

## Lieux et monuments
Castillo de Albatarrec (es)

## Personnalités liées à la commune
- Soledad Estorach Esterri (1915-1993), femme politique féministe, pionnière des droits des femmes[3].